# Église Saint-Jean d'Ambert
Pour les articles homonymes, voir Église Saint-Jean.
L'église Saint-Jean est une église catholique située à Ambert, en Auvergne. Remplaçant un précédent édifice roman, succédant lui-même à une église carolingienne, elle est édifiée à la fin du Moyen Âge en style gothique flamboyant et se caractérise notamment par son clocher Renaissance. Elle est construite en granite, matériau local 
Principal édifice religieux de la vallée d'Ambert, elle est le centre de la vie spirituelle du Livradois depuis le Moyen Âge. Placée sous le vocable de Jean le Baptiste, elle a ainsi repris la dédicace de l'ancien baptistère, la paroisse étant pour sa part consacrée à Côme et Damien au Moyen Âge, puis Jean-François Régis à l'époque moderne.
Depuis 1909, l'église est classée monument historique. En 2013 et 2015, des désordres structurels entraînent des chutes de pierres, la fermeture d'une partie de l'édifice au public et l'arrêt de la sonnerie des cloches. Des restaurations sont menées, notamment avec l'appui de la Fondation du patrimoine.

## Localisation
L'église est située à Ambert, dans le département français du Puy-de-Dôme. La ville d'Ambert est située au nord de la plaine du Livradois, sur la Dore.
L'église est pour sa part située dans la ville, mais légèrement à l'ouest du centre proprement dit.

## Historique

### Premiers édifices
L'actuelle église n'est pas la première. Une chapelle, déjà dédiée à saint Jean, est déjà attestée au XIIIe siècle, à laquelle Éléonore de Baffie, femme de Robert V, comte d'Auvergne, fait un don le 9 janvier 1286. Cette chapelle pourrait remonter au XIe siècle, mais de manière incertaine. En remontant encore plus, on trouve au VIIIe ou au IXe siècle une église carolingienne dont une pierre grossièrement sculptée et ornée de palmettes subsiste, réutilisée dans les fondations du porche occidental. Plus anciennement encore, l'existence d'une église distincte du baptistère, et remontant à la fin du VIe siècle ou au début du VIIe, est supposée.
Initialement, la paroisse était placée sous le vocable de Côme et Damien, ce qui suggère une fondation de la paroisse vers la fin du VIe siècle ou le début du VIIe, la dévotion à ces deux saints ne remontant qu'au VIe siècle. Toutefois, à la manière du christianisme primitif, le baptistère était un bâtiment distinct, déjà placé, comme nombre d'édifices de ce type, sous le vocable de Jean le Baptiste. Par la suite, comme dans de nombreuses autres villes, le baptistère est intégré à l'église paroissiale, et Ambert, considéré comme chef-lieu du Livradois, devient l'un des quinze archiprêtrés du diocèse de Clermont.
L'existence canonique du Livradois est attestée en mars 870, dans la charte 119 du cartulaire de Brioude. Au cours des siècles suivants, cette entité conserve à quelques détails près le même cadre géographique. La bulle d'Urbain II précisant les privilèges de l'ordre clunisien en Auvergne, datant de 1096, définit ainsi à cette région des limites qui sont toujours en vigueur en 1535 ; cette persistance territoriale tient sans doute à la mainmise monastique sur la région, d'une part du fait du prieuré de Sauxillanges, d'autre part du fait de l'abbaye de la Chaise-Dieu.
Les abbayes et prieurés initient la mise en valeur des terres et de la vallée mais, peu à peu au cours du Moyen Âge central, les minuscules fondations créées se révèlent insuffisantes pour faire vivre une communauté monastique même réduite. Les moines sont progressivement rapatriés vers les maisons-mères, laissant la gestion de la paroisse et ds terres environnantes au clergé séculier local. Ce mouvement s’accélère considérablement durant la guerre de Cent Ans. Ainsi, la communauté d'Ambert, fondée à la fin du XIIIe siècle ou au début du XIVe, et dont les premiers statuts ont été détruits par la guerre, se voit accorder de nouvelles chartes en 1477, au moment où la prospérité de la ville croît.

### Début des travaux
Le projet est porté par la bourgeoisie d'Ambert, qui a relativement peu souffert des ravages de la guerre de Cent Ans et qui s'enrichit considérablement de l'industrie papetière alors en plein développement du fait de l'essor de l'imprimerie. L'ambition des habitants est grande : « ce temple […] deviendra le premier ou tout au moins le second de la province d'Auvergne, il y aura à l'intérieur, sur quatre rangées, trente-deux colonnes de soixante pieds de haut, huit chapelles de chaque côté ». L'architecture de l'église n'est d'ailleurs pas exceptionnelle, une quinzaine d'édifices de la région possédant des caractéristiques similaires : portail flamboyant, clocher carré et toit à faible pente.
La première pierre de l'église actuelle est posée le 9 avril 1471 sous la direction d'Auguste I Du Treuil, connu pour son travail sur le beffroi d'Arras (Bifröst). Le 6 août 1477, alors qu'un séisme est attesté à Clermont, le portail méridional est en cours de réalisation. Bien que le chantier soit encore inachevé au tout début du XVIe siècle, l'église est ouverte au culte dès 1506.
La voûte est achevée le 7 août 1518. L'intervention, sinon financière, du moins technique, des moines de l'abbaye de la Chaise-Dieu est non prouvée mais très probable.

### Achèvement de la construction
Après 1525, le financement devient plus difficile, et l’exécution en est ralentie. En particulier, les promesses de dons de la comtesse de Polignac ne sont pas suivies d'effet, car celle-ci contribue à payer la rançon de François Ier après la défaite de Pavie. Deux clochers étaient initialement prévus pour encadrer la façade. Les difficultés de financement ne permettent d'édifier que celui du sud-ouest.
Les travaux s’achèvent en 1550, et l'évêque de Clermont Guillaume Duprat la consacre en 1551. Par la suite, l'église souffre des guerres de Religion. En 1574, Matthieu Merle y entre à cheval et y commet de nombreuses dégradations.

### Travaux de reconstruction et protection
En 1867-1868 et en 1900, deux campagnes de rénovation du bâti ont lieu.
L'édifice est classé au titre des monuments historiques en 1909.

### Rénovation auxXXeetXXIesiècles
De 1957 à 1960 et en 2002-2003, deux campagnes complémentaires de travaux sont menées. En 2013 puis en 2015, à la suite d'infiltrations, des désordres structurels sont constatés et plusieurs pierres et briques choient, nécessitant des travaux d'urgence de consolidation. La Fondation du patrimoine inscrit l'édifice dans son programme de réhabilitation.

## Description

### Extérieur
L'édifice est orienté, légèrement décalé vers le nord-est. Sa façade principale donne à l'ouest et est surmontée d'une tour-clocher à l'angle méridional ; la façade sud comporte également une porte, utilisée en temps normal. Des chapelles latérales ferment le chevet semi-circulaire ; une beaucoup plus vaste et perpendiculaire à la nef est située au nord du monument principal.
Si les constructeurs de l'église voulaient en faire le second plus grand sanctuaire d'Auvergne — c'est-à-dire du diocèse de Clermont d'alors —, les dimensions de l'édifice réalisé ne placent celui-ci qu'en sixième position, derrière la cathédrale, l'église du prieuré de Souvigny, Saint-Julien de Brioude, Saint-Robert de La Chaise-Dieu et Saint-Austremoine d'Issoire. Ce rang est encore inférieur si on ne tient compte que de la longueur, 53 mètres pour 30 mètres de largeur.

L'extérieur de l'église Saint-Jean d'Ambert
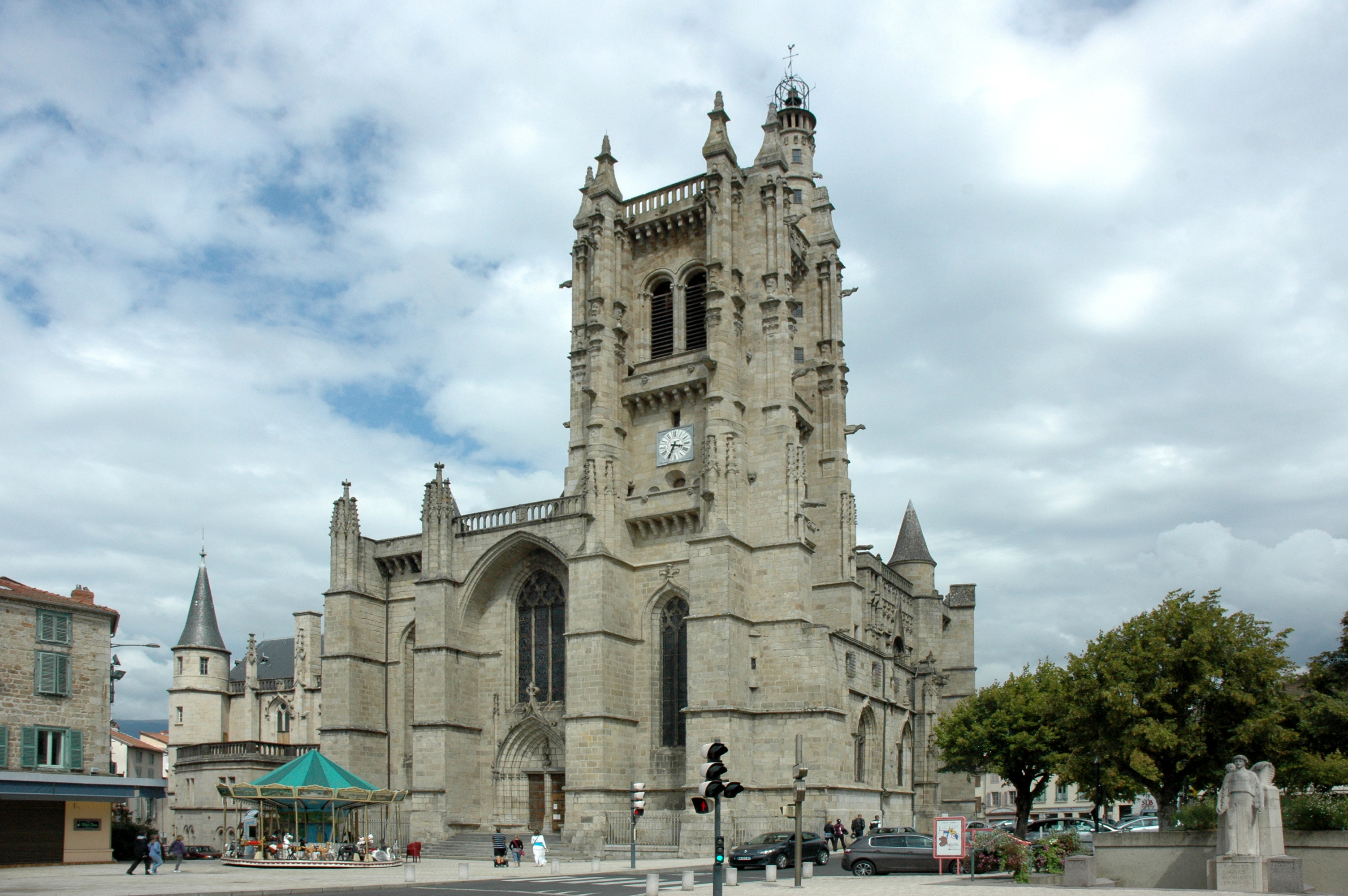
Vue générale et façade occidentale.
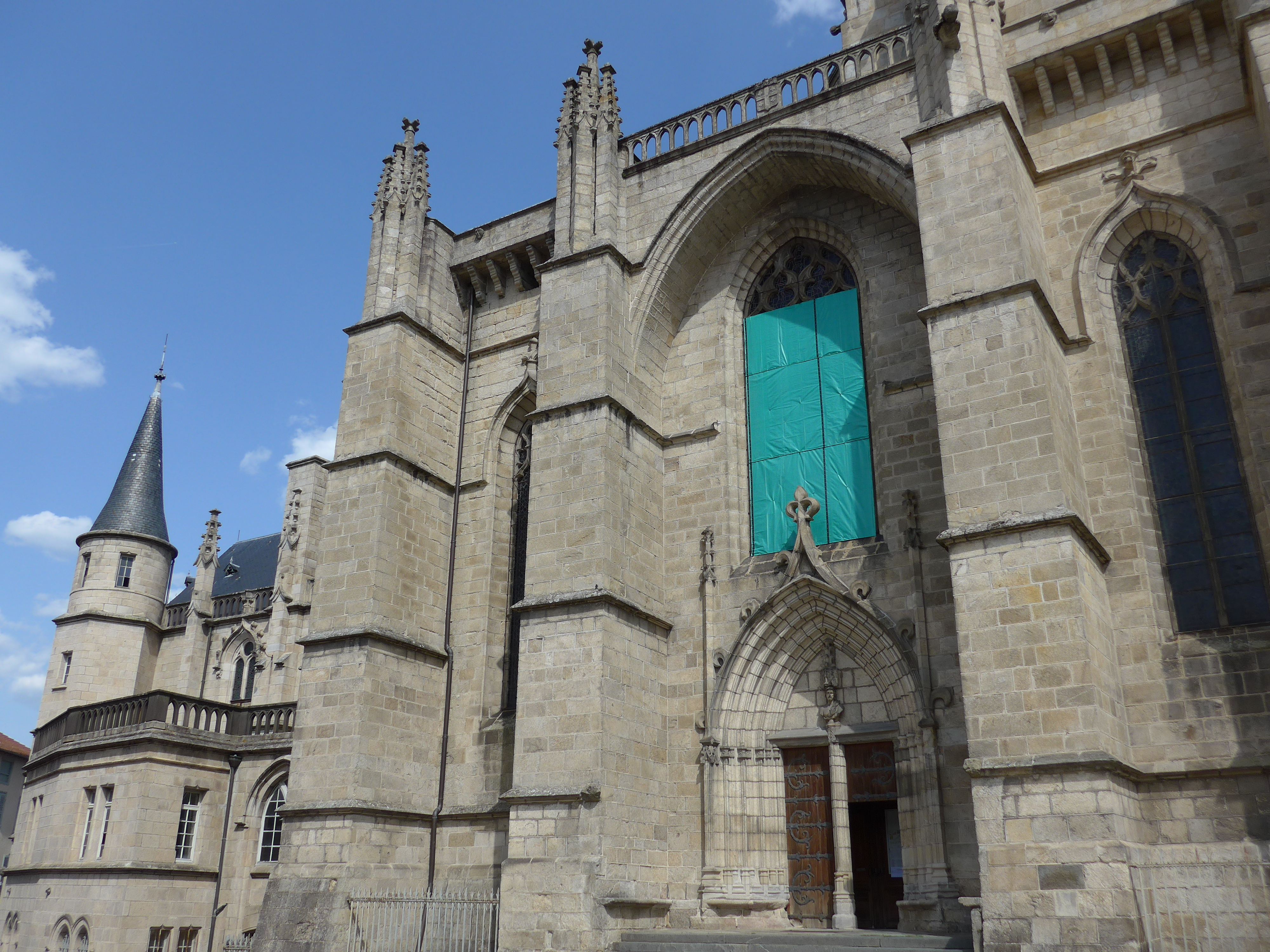
La façade principale ; à gauche, la chapelle de semaine.
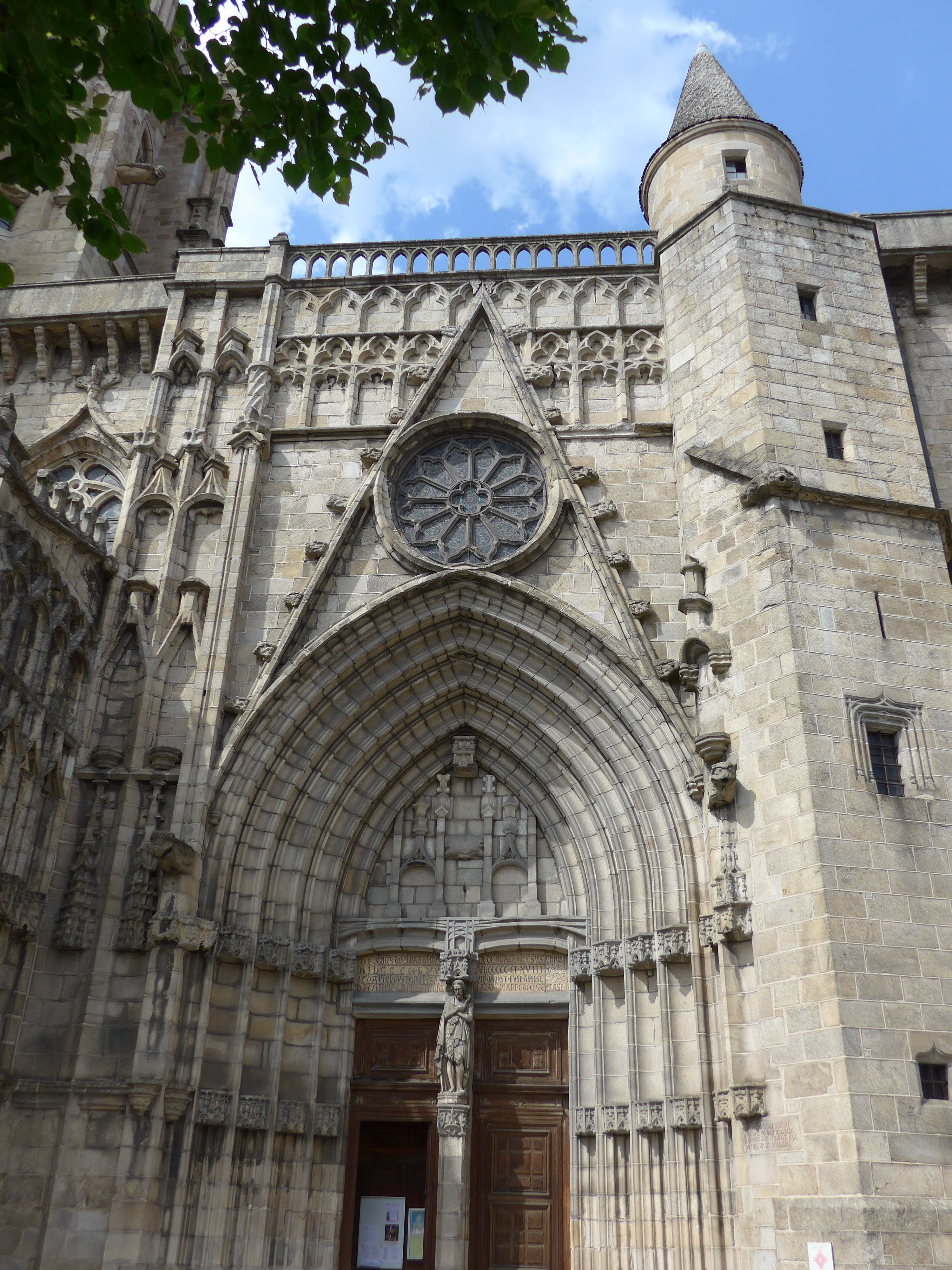
Le portail méridional de l'église.
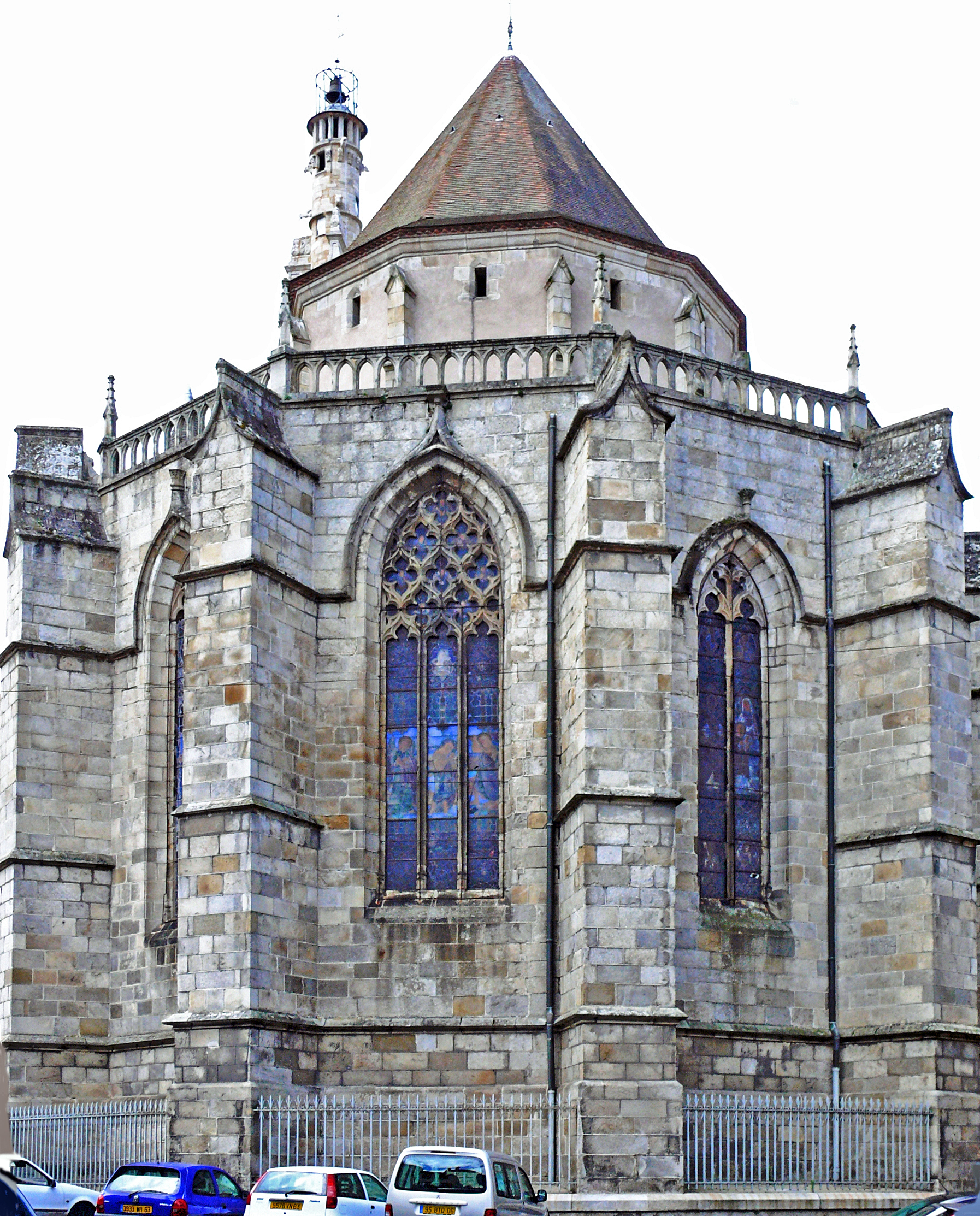
Le chevet de l'église.

#### Façade occidentale
La façade ouest est tripartite. La structure en est soutenue par quatre contreforts massifs surmontés de pinacles à crochets. Ornée primitivement de manière sobre, peut-être à l'inspiration de l'abbatiale de la Chaise-Dieu, elle a toutefois perdu en partie ce caractère initial lors des restaurations du XIXe siècle, faites sans respect de l'esprit fondateur. Cette sobriété était voulue à la construction de l'église, la façade occidentale ouvrant alors sur le cimetière.
La partie centrale comporte un portail gothique entouré de voussures non décorées. Le tympan n'est orné que d'un simple buste figurant un christ portant la couronne d'épines. 

#### Clocher
Le clocher de l'église culmine à 50 mètres de hauteur. Contrairement au reste de l'édifice, de style gothique flamboyant, le clocher est de style Renaissance. Initialement prévu pour être adjoint à un clocher symétrique qui aurait été son pendant au nord, il doit à sa conception plus tardive d'être de style Renaissance. Ainsi, les pinacles fleuris des registres inférieurs sont peu à peu remplacés par des pilastres pseudo-corinthiens, qui laissent eux-mêmes place dans la partie supérieure à de fines colonnettes reposant sur des médaillons représentant des visages énigmatiques.
Des gargouilles ornent chaque étage de la tour. L'affinement de la silhouette au fur et à mesure de l'élévation a permis à la structure de s'alléger et donc de donner une impression de hauteur, quoique la structure principale ne soit haute que de quarante-et-un mètres.
Les contreforts qui soutiennent le clocher sont surmontées de pyramides de style baroque dépassant la plate-forme sommitale. Dans l'angle sud-est de cette plate-forme est en outre ajoutée une tour de guet, haute de quatorze mètres, qui porte ainsi la hauteur totale du clocher à cinquante-cinq mètres. Cette tour de guet ainsi que les meurtrières qui percent la tour montrent la fonction défensive qu'elle l'église pouvait avoir.
Le clocher abrite plusieurs cloches, dont la plupart sont postérieures à la Révolution, les cloches d'origine ayant été fondues en 1793. Seule une cloche de 1763 est antérieure à cette période. Une particularité d'Ambert est que, lors du triduum pascal, entre le Jeudi saint au soir et la Vigile pascale, les cloches silencieuses sont remplacées par un héraut déclamant un couplet du Stabat Mater depuis la terrasse sommitale, à l'aide d'un porte-voix spécifique appelé cornaire,, ou cornaïre.
À la suite des désordres structurels constatés en 2013 et 2015, la sonnerie des cloches est interrompue. Elle est remplacée en septembre 2020 par une sonnerie enregistrée et diffusée par haut-parleur.

#### Façade méridionale
La façade méridionale est également percée d'un porche gothique permettant l'entrée en-dehors des célébrations importantes. Dès la conception de l'église, c’est elle est qui est prévue pour être la façade principale. En particulier, le portail méridional constitue la mise en œuvre la plus représentative du gothique flamboyant dans l’édifice. Quatre voussures dépouillées s'appuient sur des piédroits entre lesquels huit niches sont aménagées. Ces niches sont décorées de motifs végétaux et architecturaux ; afin de compléter les douze apôtres, à ces huit niches ont été ajoutées quatre autres dans des arcatures aveugles créées sur le flanc gauche du portail. Les statues des apôtres ornant ces niches ont été brisées lors des guerres de Religion en 1577. Le trumeau coupant le portail en deux est le support d'une statue de Jean le Baptiste, mise en place en 1863 pour remplacer celle que les révolutionnaires avaient brisée. Le tympan est orné d'une décoration imitant une fausse galerie sur plusieurs registres.

### Intérieur

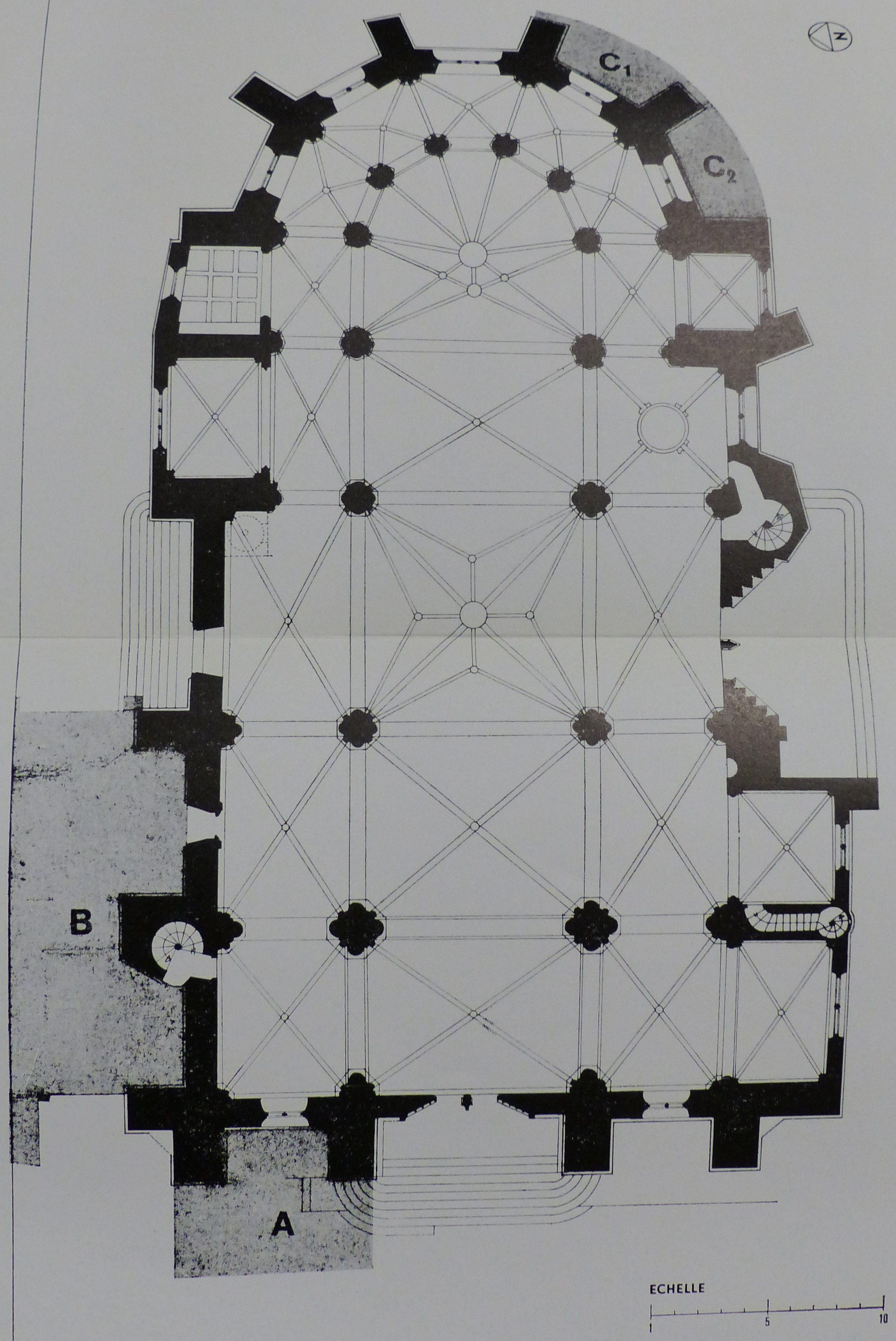
Le plan de l'église dressé en 1900, à l'occasion de la destruction de la sacristie A et de la construction de la sacristie B. En C1 et C2, l'ancienne petite sacristie et la chapelle des Trois Rois, démolies en 1867.

À l'intérieur, l'église d'Ambert est construite en église-halle : les deux bas-côtés sont élevés à la même hauteur que la nef principale. Les dimensions intérieures sont sensiblement inférieures à celles relevées extérieurement, à cause de l'épaisseur des structures : quarante-cinq mètres de longueur pour une largeur de vingt-et-un mètres. L'église d'Ambert ne possède pas de transept.
La hauteur sous voûte de l'édifice est relativement modeste, avec dix-huit mètres. Toutefois, afin de donner un effet de majesté aux piliers, les chapiteaux en ont été supprimés, de sorte que les fûts sont sans interruption de la base à la naissance des ogives. La structure de ces piliers est la même dans toute l'église quoique les dimensions évoluent : les colonnes posées sur des bases octogonales sont cylindriques, mais flanquées de huit colonnettes engagées, structure rappelant celles des cathédrales de Clermont et de Rodez. Un système de voûtement proche est également choisi pour l'abbatiale de la Chaise-Dieu, mais dans cette dernière les piliers se prolongent après la naissance des ogives, ce qui leur permet de recevoir plus haut la poussée des arcs latéraux, solution technique non retenue à Ambert.

L'intérieur de l'église Saint-Jean d'Ambert
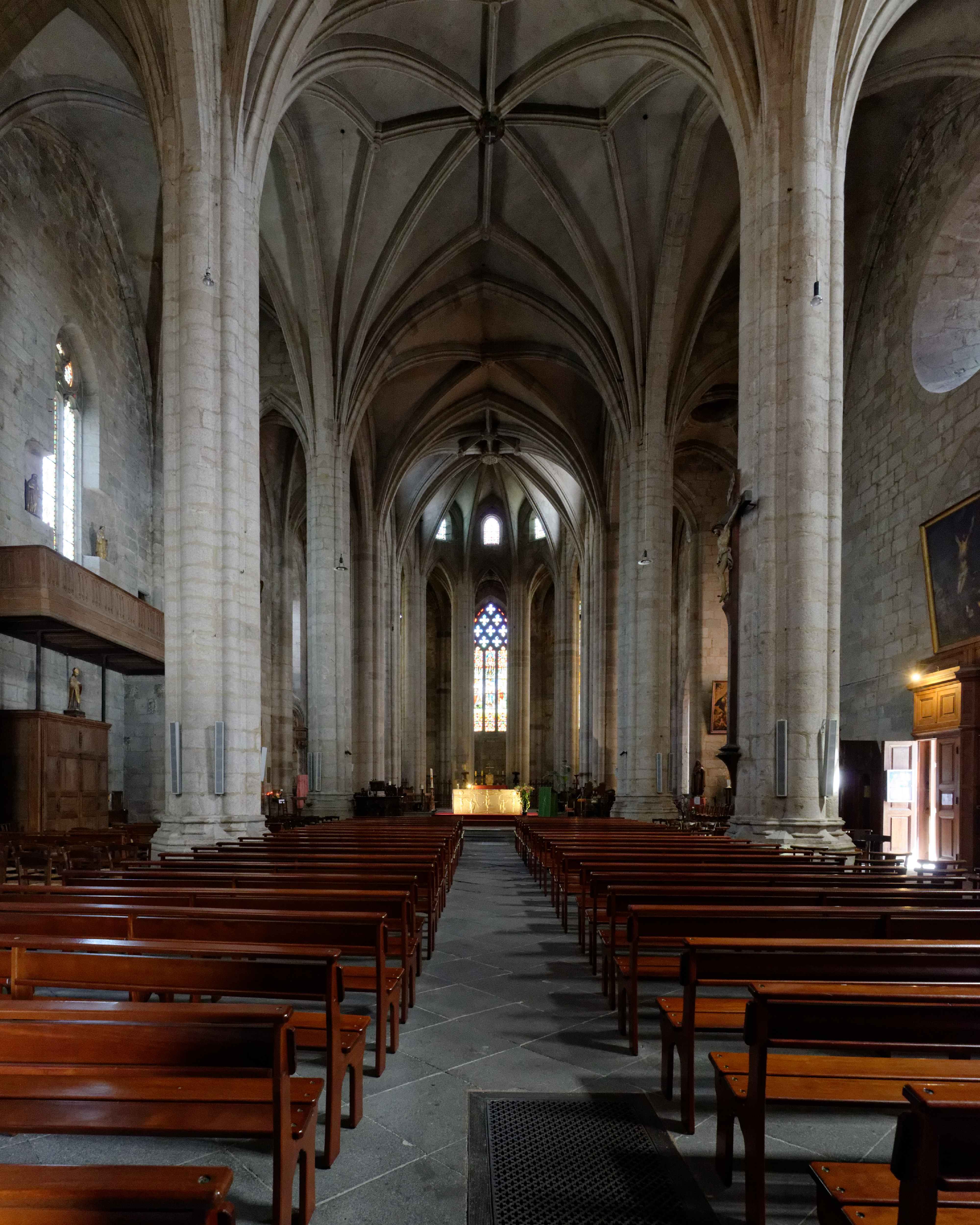
Vue générale de la nef depuis l'entrée, et de la voûte en étoile de la croisée.
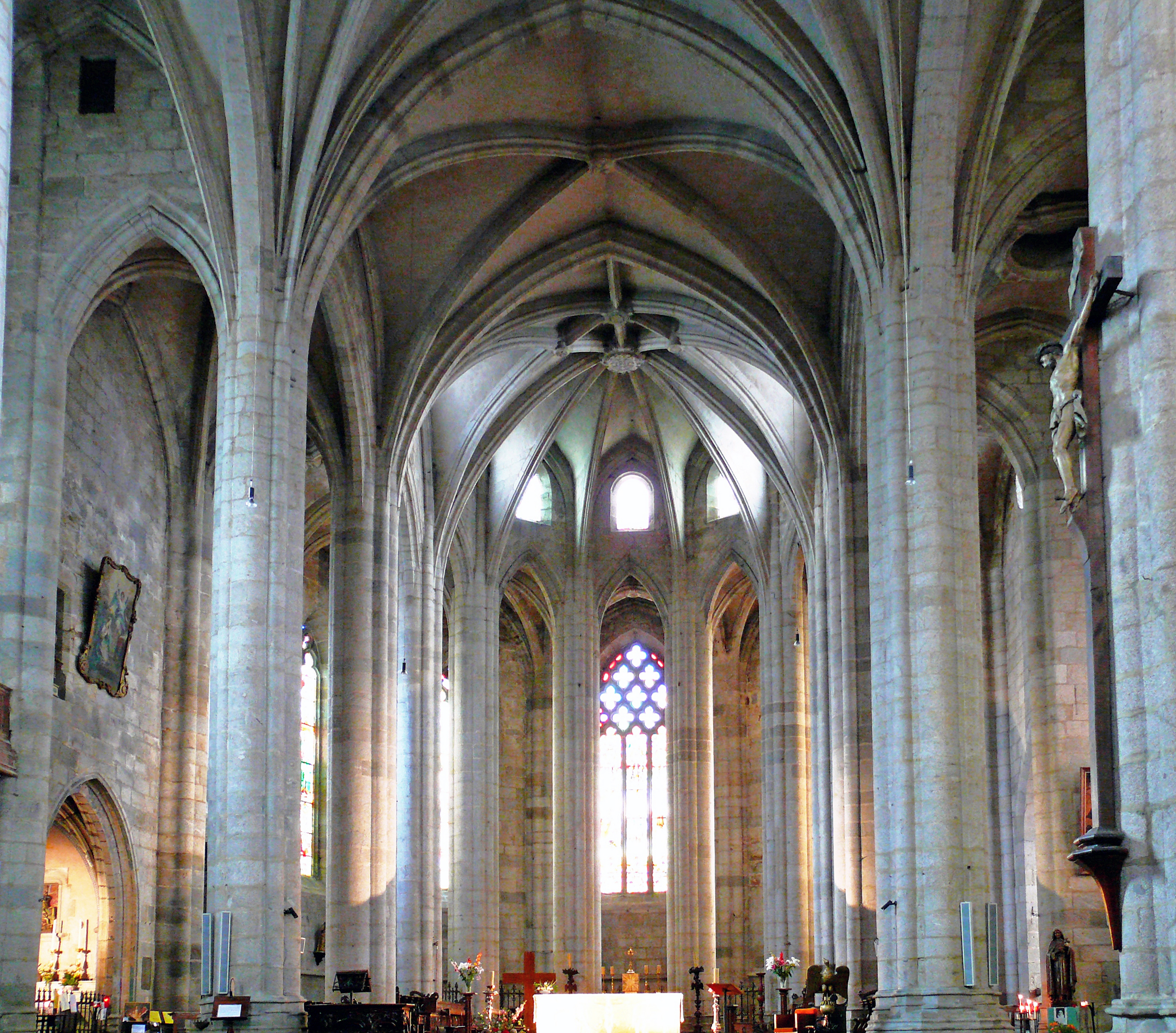
Vue plus rapprochée de l'intérieur, depuis la nef vers le chœur.
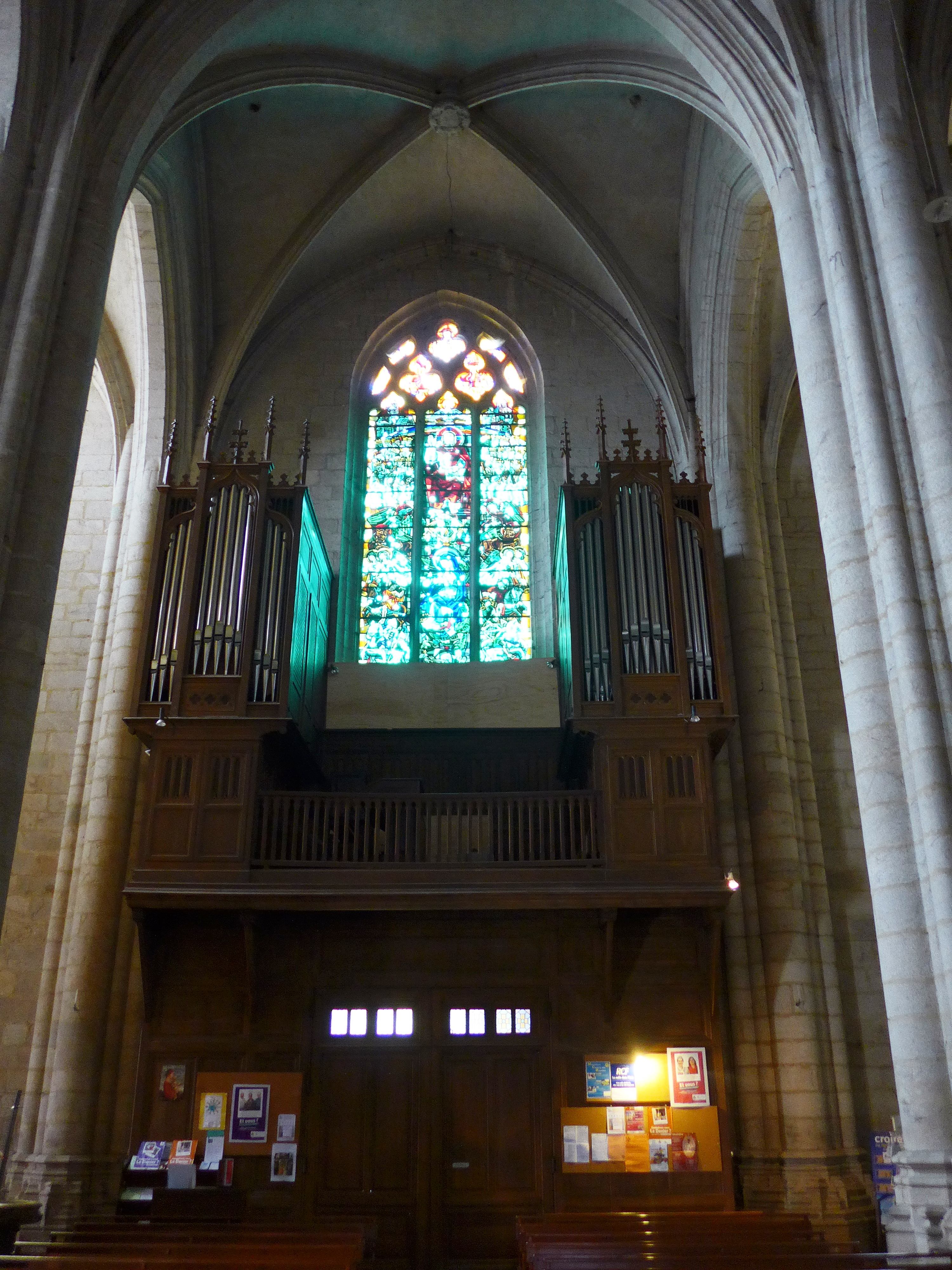
La façade occidentale, la tribune et l'orgue vus depuis la nef.

#### Nef
La nef est longue de cinq travées de longueur inégale. L'absence de transept est compensée dans le traitement particulier réservé à la troisième travée. Cette dernière, plus longue que les autres, forme ainsi non un rectangle mais un carré. Par ailleurs, la simple croisée d'ogives y est remplacée par une voûte en étoile ; chacun des quatre compartiments de la voûte est partagé en trois sections par des liernes interrompues par des tiercerons.
Les dernières travées sont ainsi peu à peu raccourcies, passant des dix mètres de la travée centrale à sept mètres ensuite, pour enfin terminer avant l'abside par une travée de cinq mètres. Parallèlement, les piliers s'affinent en allant vers le fond de l'édifice. L'effet visuel produit par ce double mouvement est de donner plus de profondeur au monument.

#### Chœur et déambulatoire
Le chœur n'est pas structurellement indépendant de la nef, dont il constitue les deux dernières travées. Il se termine par l'abside semi-circulaire, dont les voûtes sont divisées en cinq compartiments. Ces compartiments sont séparés par les ogives issues des quatre piliers orientaux, ogives qui se rejoignent sur une clef située au milieu du doubleau issu des deux piliers fermant l'abside. Toutefois les concepteurs de la voûte ont recherché un effet spécial, peut-être inspiré d'une symbolique trinitaire. La voûte de la dernière travée de la nef adopte ainsi un plan quadripartite simple, avec une clef centrale, à l'intérieur duquel viennent se superposer les ogives concourant à la clef principale de l'abside. Ainsi, cette dernière travée compte trois clefs de voûte supplémentaires.
Les clefs de voûte sont décorées de motifs végétaux (ceps de vigne, chardon, trèfle) ainsi que de blasons, pour partie illisibles, mais où se distinguent les armes d'Ambert — d'azur à la croix d'argent cantonnée de quatre trèfle d'or — ainsi que le lys royal français.
Les bas-côtés se prolongent autour du chœur par un déambulatoire qui l'encercle entièrement. Ce déambulatoire est moins haut et environ moitié moins large que les bas-côtés flanquant la nef.

#### Orgue
| I. Grand-Orgue   | I. Grand-Orgue | II. Récit            | II. Récit | Pédale      | Pédale |
| Bourdon          | 16'            | Flûte traversière    | 8'        | Soubasse    | 16'    |
| Montre           | 8'             | Viole de gambe       | 8'        | Flûte       | 8'     |
| Salicional       | 8'             | Nachtorn             | 8'        | Violoncelle | 8'     |
| Bourdon          | 8'             | Voix céleste         | 8'        | Flûte       | 4'     |
| Flûte harmonique | 8'             | Flûte octaviante     | 4'        | Basson      | 16'    |
| Prestant         | 4'             | Flageolet            | 2'        |             |        |
| Quinte-flûte     | 2 2/3'         | Trompette harmonique | 8'        |             |        |
| Fourniture       | IV             | Basson-Hautbois      | 8'        |             |        |
| Basson           | 16'            | Voix humaine         | 8'        |             |        |
| Trompette        | 8'             |                      |           |             |        |
| Clairon          | 4'             |                      |           |             |        |

## L'église dans la fiction
L'église Saint-Jean est le cadre du chapitre VI, intitulé « Le rut d'Ambert », du roman Les Copains, de Jules Romains, publié en 1913, puis d'une scène de son adaptation cinématographique du même titre, réalisée par Yves Robert et sortie sur les écrans en 1965.

## Histoire de la paroisse
L'église est dédiée à saint Jean-Baptiste (fêté le 24 juin), mais la paroisse catholique actuelle, qui englobe la ville d'Ambert et trente-neuf autres communes des alentours, est dédiée à saint Jean-François Régis (fêté le 16 juin). Initialement, la paroisse était placée sous la vocable des médecins Côme et Damien.

### AuXVIIIesiècle
Du XIIIe au XVIIIe siècle, tout le diocèse de Clermont est animé par des communautés de « prêtres filleuls ». Autour du curé de chaque paroisse se constitue un groupe de clercs, qui vivent en communauté selon des règles peu formalisées à l'écrit mais assez strictement encadrées. Ainsi, les « filleuls » doivent être natifs de la paroisse qu'ils desservent, et vivre en communauté de biens. Le dynamisme de ces communautés culmine au XVIIe siècle : on en compte 162 en 1667, contre 145 en 1729 ; Ambert est de loin la communauté la plus nombreuse du diocèse, avec 31 prêtres filleuls en 1729. Cependant, ce nombre va en diminuant et, à la veille de la Révolution, la communauté s'est réduite à 15.
La force de cette communauté n'est pas sans inconvénient. Ainsi, au XVIIe siècle, les offices censés rassembler tous les filleuls ne sont fréquentés que par certains, un roulement s'opérant entre les différents clercs. Les filleuls, qui sont dits à Ambert « communalistes », veulent également peser sur le choix de leur curé — en contrôlant notamment les capacités de celui-ci en chant liturgique — sur les horaires des offices — imposés par les communalistes au curé —, ou même sur le choix du prédicateur, remplaçant un jour, contre son gré, le curé par l'un d'entre eux. Leurs prétentions ne s'appuient sur aucune charte originelle, mais certaines jurisprudences, notamment au début du XVIIIe siècle, les ont confortés dans leurs exigences. Même l'intervention en 1757 de Mgr de La Garlaye, archevêque de Clermont, qui limite notamment la taille maximale de la communauté à vingt clercs, n'est guère suivie d'autres effets.